# دبيق نسيجي الجراب
الدبيق نسيجي الجراب (باللاتينية: Bupleurum trichopodum) نوع نباتي ينتمي إلى جنس الدبيق من الفصيلة الخيمية.

## الموئل والانتشار
موطن هذا النوع بلاد الشام والمغرب العربي وقبرص وتركيا واليونان ومقدونيا وسردينيا.